# Sauzet (Gard)
Sauzet (okzitanisch: Sauset) ist eine französische Gemeinde mit 827 Einwohnern (Stand: 1. Januar 2022) im Département Gard in der Region Okzitanien (vor 2016: Languedoc-Roussillon). Sie gehört zum Arrondissement Nîmes und zum Kanton Calvisson. Die Einwohner werden Sauzetiers genannt.

## Geografie
Sauzet liegt etwa 18 Kilometer nordnordöstlich des Stadtzentrums von Nîmes und etwa 20 Kilometer südsüdöstlich von Alès. Das Gemeindegebiet wird im Osten vom Fluss Gardon und seinem Zufluss Auriol durchquert. Die Nachbargemeinden von Sauzet sind Brignon im Norden, Moussac im Nordosten, Saint-Chaptes im Osten, Saint-Geniès-de-Malgoirès im Süden, Domessargues im Westen sowie Boucoiran-et-Nozières im Nordwesten.

## Bevölkerungsentwicklung
| Jahr                       | 1962 | 1968 | 1975 | 1982 | 1990 | 1999 | 2006 | 2020 |
| -------------------------- | ---- | ---- | ---- | ---- | ---- | ---- | ---- | ---- |
| Einwohner                  | 343  | 340  | 385  | 416  | 482  | 551  | 669  | 776  |
| Quellen: Cassini und INSEE |      |      |      |      |      |      |      |      |

## Sehenswürdigkeiten

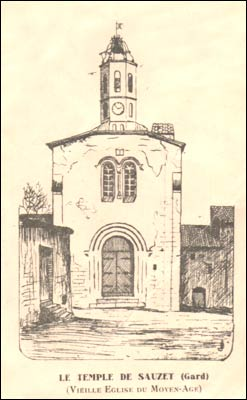
Protestantische Kirche Sauzet

- protestantische Kirche

## Gemeindepartnerschaft
Mit der gleichnamigen Gemeinde Sauzet im Département Drôme besteht eine Partnerschaft.